# Argulus funduli
Argulus funduli är en kräftdjursart som beskrevs av Henrik Nikolai Krøyer 1863. Argulus funduli ingår i släktet Argulus och familjen karplöss. Inga underarter finns listade i Catalogue of Life.